# Gideon Baah
Gideon Baah  est un footballeur international ghanéen né le 1er octobre 1991 à Accra. Il évolue au poste de défenseur central.

## Biographie
Le 9 février 2016, Baah est transféré en MLS aux Red Bulls de New York.

## Palmarès
- Champion du Ghana en 2012 et 2013 avec Asante Kotoko
- Vainqueur de la Supercoupe du Ghana en 2012
- Champion de Finlande en 2014 avec le FC Honka
- Vainqueur de la Coupe de Finlande en 2014 avec le FC Honka
- Vainqueur de la Coupe de la Ligue finlandaise en 2015 avec le HJK Helsinki